# Квасеницецвіті
Квасеницецвіті (Oxalidales) — порядок дводольних рослин, включених у групу розидів за системою класифікації APG IV. Порядок містить 7 родин і приблизно 1760 видів або 1845 видів. Поширені у всьому світі, переважно тропіках. У більшості видів 5–6 чашолистків і пелюсток. До порядку квасеницецвітих входять трави, а також міцні дерева і навіть один вид хижих рослин — Cephalotus follicularis — єдиний вид із родини Cephalotaceae.
В Україні ряд представлений лише родиною квасеницевих, родом квасениця, рідним видом квасениця звичайна (Oxalis acetosella), інтродукованими видами квасениця ріжкувата (Oxalis corniculata), квасениця пряма (Oxalis stricta), Oxalis dillenii.

## Родини
До порядку включені родини:
- Brunelliaceae
- Cephalotaceae
- Connaraceae
- Cunoniaceae
- Elaeocarpaceae
- Huaceae
- Oxalidaceae — Квасеницеві

## Галерея

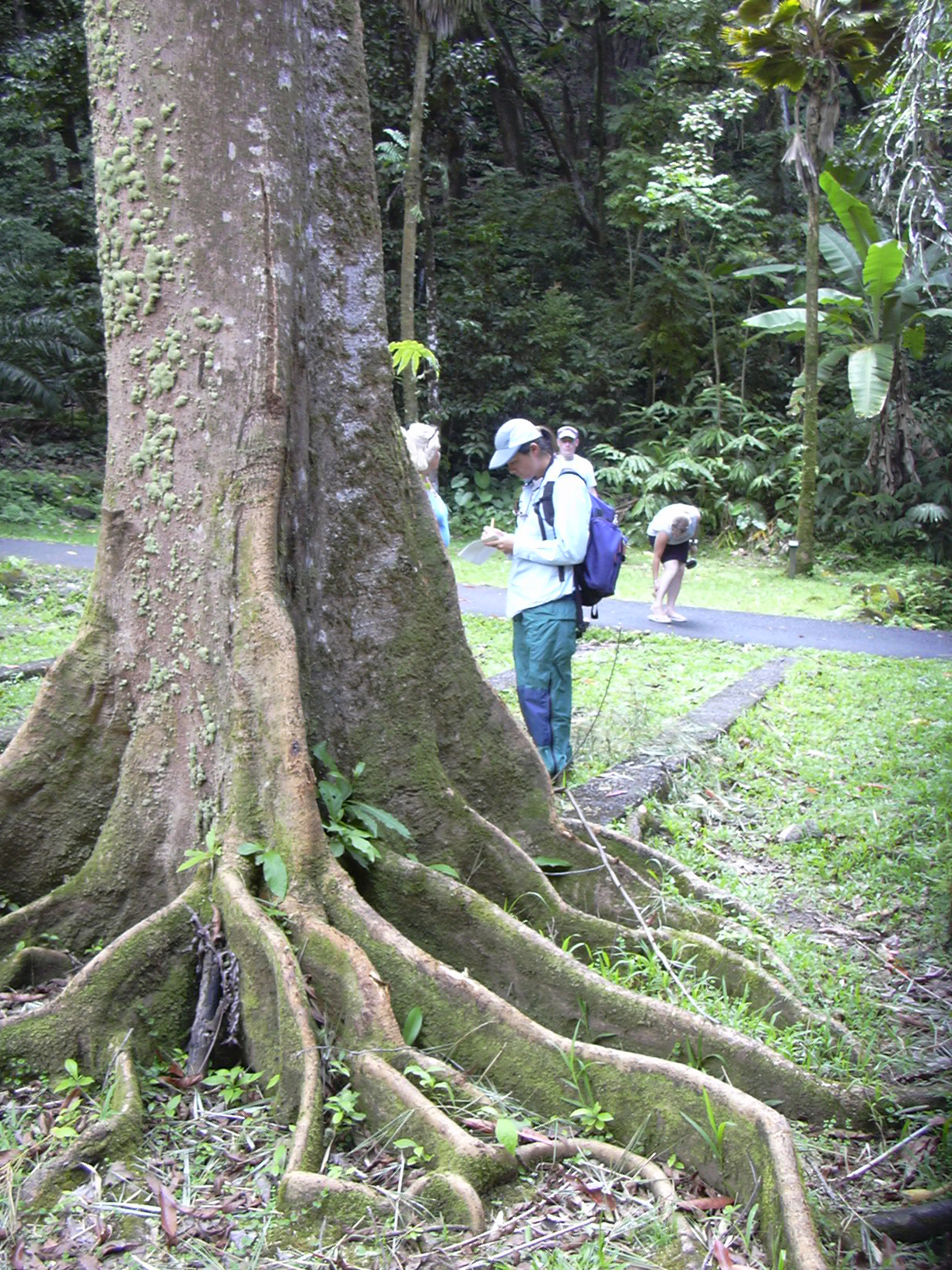
Elaeocarpus grandis — дерево
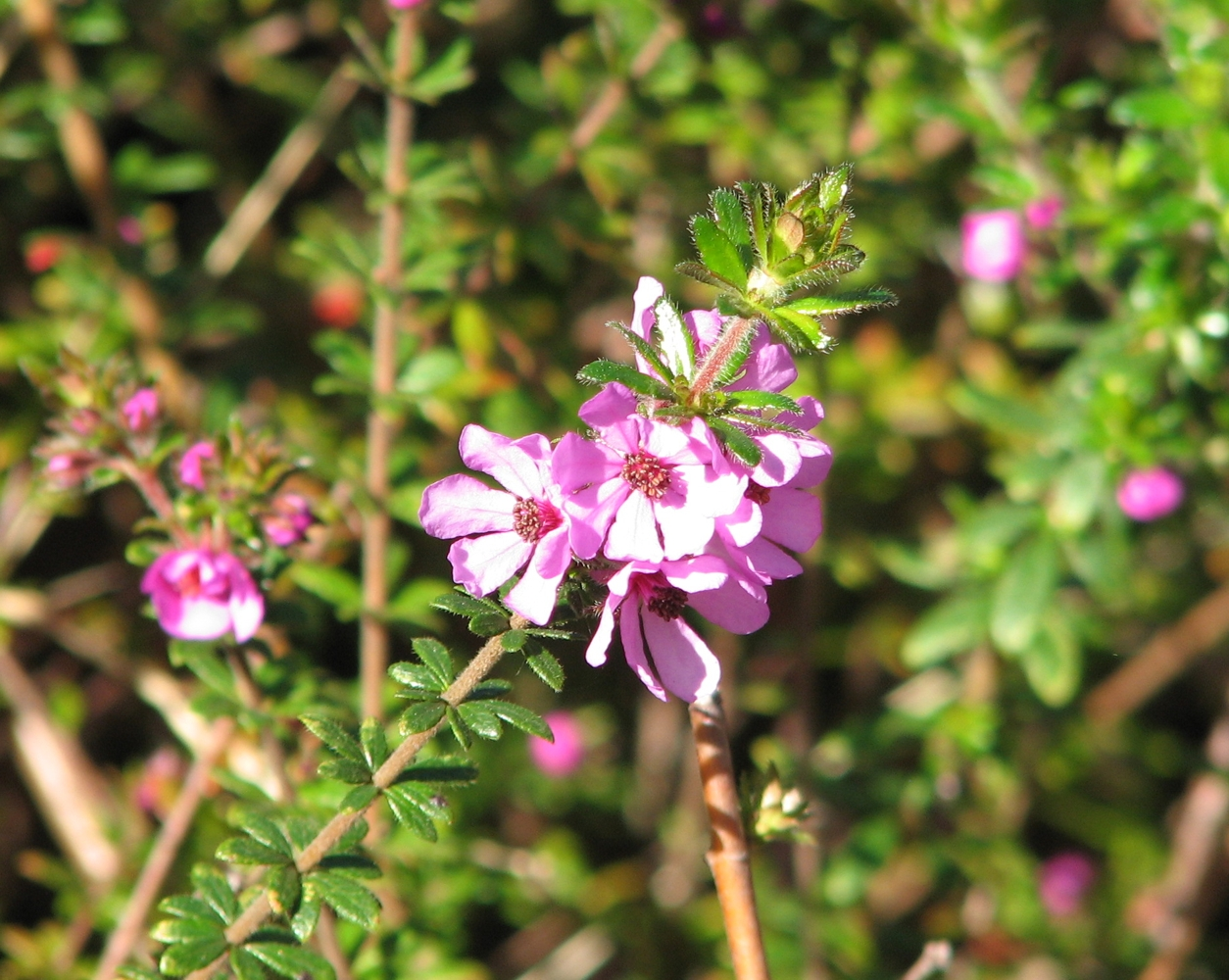
Bauera sessiliflora — кущ
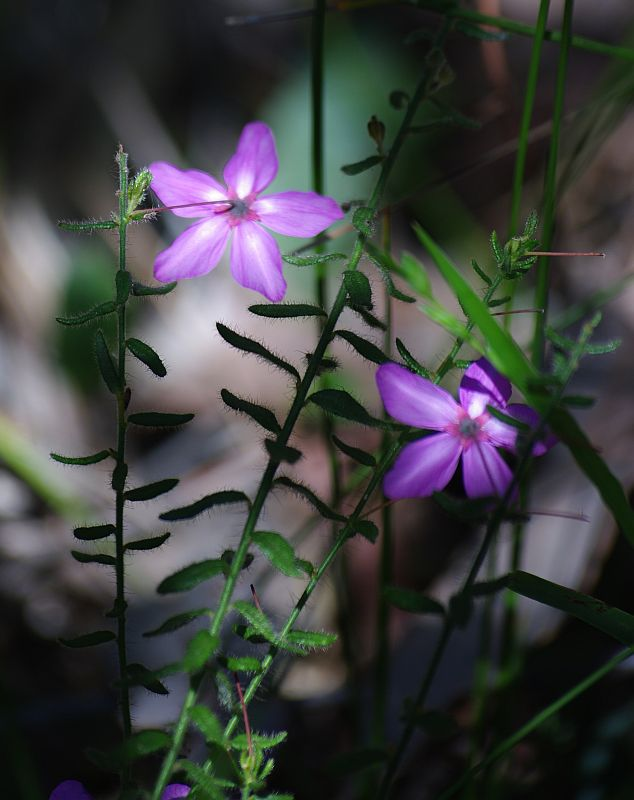
Tetratheca hirsuta — витка рослина
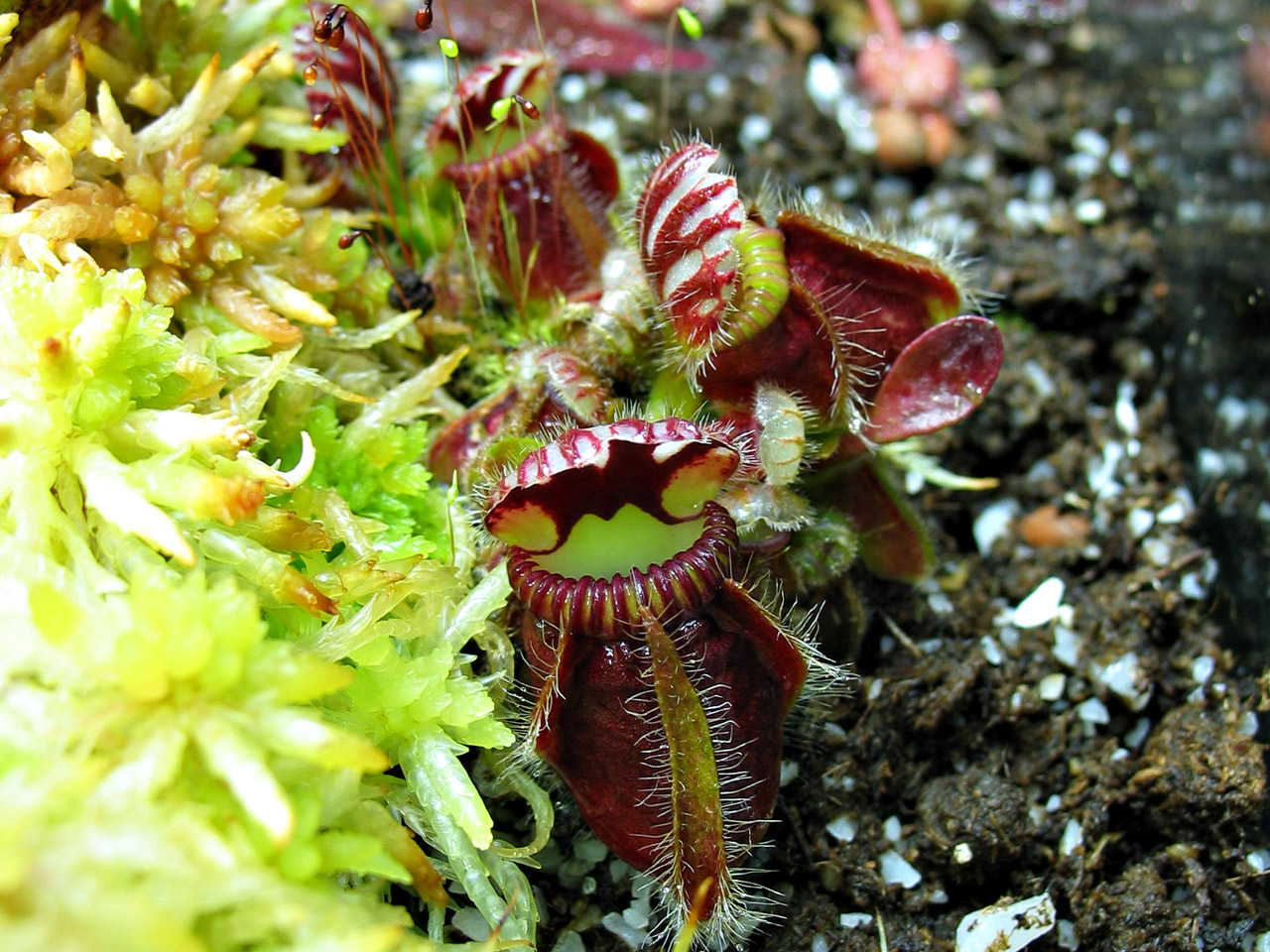
Cephalotus follicularis — хижа рослина